# Butkovići Ilovača
Butkovići Ilovača är en ort i Bosnien och Hercegovina.   Den ligger i entiteten Federationen Bosnien och Hercegovina, i den sydöstra delen av landet, 40 km öster om huvudstaden Sarajevo. Butkovići Ilovača ligger 946 meter över havet och antalet invånare är 105.
Terrängen runt Butkovići Ilovača är huvudsakligen kuperad, men åt sydväst är den bergig. Närmaste större samhälle är Goražde, 15,9 km öster om Butkovići Ilovača.
I omgivningarna runt Butkovići Ilovača växer i huvudsak lövfällande lövskog. Runt Butkovići Ilovača är det ganska tätbefolkat, med 93 invånare per kvadratkilometer.